# July (gruppo musicale)
I July sono stati un gruppo musicale inglese.

## Storia
i July vennero fondati ad Ealing nel 1968 ed erano composti dai musicisti di una band che cambiò nome più volte. L'omonimo debutto, uscito nello stesso anno, contiene My Clown, che viene considerato da alcuni uno dei migliori singoli di rock psichedelico mai realizzati. La band si sciolse soltanto l'anno seguente. Più tardi, il chitarrista Tony Duhig e il batterista Jon Field entrarono a far parte dei Jade Warrior, mentre il chitarrista Tom Newman divenne ingegnere del suono per artisti come Mike Oldfield, Henry Cow e Hatfield & The North. Dopo molti anni di inattività, la band pubblicò il secondo album Resurrection (2013).

## Formazione

### Formazione attuale
- Chris Jackson – batteria
- Alan James – basso
- Pete Cook – chitarra, basso, voce
- Tom Newman – chitarra

### Ex componenti
- Tony Duhig – chitarra
- Jon Field – batteria

## Discografia

### Album in studio
- 1968 – July
- 2013 – Resurrection

### Antologie
- 1987 – Dandelion Seeds
- 1995 – The Second of July

### Singoli
- 1968 – My Clown/Dandelion Seeds
- 1968 – Hello, Who's There?/The Way